# Fuerza Aérea de Biafra
La Fuerza Aérea de Biafra fue la fuerza aérea de corta duración de Biafra establecida en 1967 en la guerra homónima. La fuerza estaba formada predominantemente por pilotos mercenarios belgas, franceses y británicos, que operaban un pequeño número de Aviones y Helicópteros.

## Historia

Roundel de la Fuerza Aérea de Biafra

Los Biafreños establecieron una fuerza aérea pequeña pero efectiva. Los comandantes de la Fuerza Aérea de Biafra eran Chude Sokey y más tarde Godwin Ezeilo, que se había entrenado con la Real Fuerza Aérea Canadiense. Su inventario inicial incluía dos B-25 Mitchell, dos A-26 Invaders (uno pilotado por el as polaco de la Segunda Guerra Mundial Jan Zumbach, conocido también como John Brown), un DC-3 convertido y un Dove . En 1968, el piloto sueco Carl Gustaf von Rosen sugirió el proyecto MiniCOIN al general Ojukwu.
A principios de 1969, Biafra había ensamblado cinco MFI-9B en Gabón, llamándolos "Biafra Babies". Eran de color verde, podían llevar seis 68 Cohetes antiblindaje mm debajo de cada ala usando miras simples. Los cinco aviones fueron pilotados por tres pilotos suecos y tres pilotos de Biafra. En septiembre de 1969, Biafra adquirió cuatro ex-Armee de l'Air North American T-6G, que volaron a Biafra el mes siguiente, y otro T-6 se perdió en el vuelo del ferry. Estos aviones volaron misiones hasta enero de 1970 tripulados por ex pilotos militares portugueses.
Durante la guerra, Biafra intentó adquirir aviones. Se compraron dos Fouga Magister y varios Gloster Meteor, pero nunca llegaron a Biafra y fueron abandonados en bases aéreas africanas extranjeras.

## Aviones
| Aeronave                            | Origen       | Número | notas                                                        |
| ----------------------------------- | ------------ | ------ | ------------------------------------------------------------ |
| MFI-9B "Bebés de Biafra"            | Suecia       | 5      |                                                              |
| Douglas A-26 Invader                | EE.UU        | 2      | Proporcionado por Pierre Laureys                             |
| North American B-25 Mitchell        | EE.UU        | 2      |                                                              |
| De Havilland DH.104 Dove            | Reino Unido  | 2      |                                                              |
| Fokker F27 Friendship               | Países Bajos | 1      | Ex Nigerian Airways y utilizado como bombardero improvisado. |
| Douglas DC-3-/Douglas C-47 Skytrain | EE.UU        | 1      | Bombardero improvisado.                                      |
| North American T-6 Texan            | EE.UU        | 4-6    | ex Armée de l'Air.                                           |